# Pápua Új-Guinea az 1984. évi nyári olimpiai játékokon
Pápua Új-Guinea az egyesült államokbeli Los Angelesben megrendezett 1984. évi nyári olimpiai játékok egyik részt vevő nemzete volt. Az országot az olimpián 3 sportágban 8 sportoló képviselte, akik érmet nem szereztek. Az ország ekkor tért vissza az olimpiákhoz, miután 1980-ban csatlakozott az amerikaiak által vezetett bojkotthoz, s melynek keretében nem vett részt a moszkvai olimpián.

## Atlétika
Férfi
| Versenyző          | Versenyszám | Előfutam | Előfutam | Előfutam | Negyeddöntő | Negyeddöntő | Negyeddöntő | Elődöntő | Elődöntő | Elődöntő | Döntő   | Döntő    |
| Versenyző          | Versenyszám | Idő      | Hely.    | Össz.    | Idő         | Hely.       | Össz.       | Idő      | Hely.    | Össz.    | Idő     | Helyezés |
| ------------------ | ----------- | -------- | -------- | -------- | ----------- | ----------- | ----------- | -------- | -------- | -------- | ------- | -------- |
| Lapule Tamean      | 200 m       | 21,97    | 6.       | 56.      | kiesett     | kiesett     | kiesett     | kiesett  | kiesett  | kiesett  | kiesett | kiesett  |
| Lapule Tamean      | 400 m       | 47,60    | 7.       | 53.      | kiesett     | kiesett     | kiesett     | kiesett  | kiesett  | kiesett  | kiesett | kiesett  |
| Tau John Tokwepota | 5000 m      | 15:24,68 | 13.      | 51.      |             |             |             | kiesett  | kiesett  | kiesett  | kiesett | kiesett  |
| Tau John Tokwepota | 10 000 m    | 31:29,14 | 14.      | 40.      |             |             |             |          |          |          | kiesett | kiesett  |
| Tau John Tokwepota | Maraton     |          |          |          |             |             |             |          |          |          | 2:36:36 | 66.      |

Női
| Versenyző      | Versenyszám | Előfutam | Előfutam | Előfutam | Negyeddöntő | Negyeddöntő | Negyeddöntő | Elődöntő | Elődöntő | Elődöntő | Döntő   | Döntő    |
| Versenyző      | Versenyszám | Idő      | Hely.    | Össz.    | Idő         | Hely.       | Össz.       | Idő      | Hely.    | Össz.    | Idő     | Helyezés |
| -------------- | ----------- | -------- | -------- | -------- | ----------- | ----------- | ----------- | -------- | -------- | -------- | ------- | -------- |
| Barbara Ingiro | 100 m       | 12,19    | 7.       | 36.      | kiesett     | kiesett     | kiesett     | kiesett  | kiesett  | kiesett  | kiesett | kiesett  |
| Barbara Ingiro | 100 m gát   | 15,39    | 6.       | 22.      |             |             |             | kiesett  | kiesett  | kiesett  | kiesett | kiesett  |
| Elanga Buala   | 200 m       | 24,82    | 5.       | 27.      | 24,87       | 7.          | 25.         | kiesett  | kiesett  | kiesett  | kiesett | kiesett  |
| Elanga Buala   | 400 m       | 56,82    | 6.       | 25.      |             |             |             | kiesett  | kiesett  | kiesett  | kiesett | kiesett  |

| Versenyző       | Versenyszám | 100 m gát | 100 m gát | Magasugrás | Magasugrás | Súlylökés | Súlylökés | 200 m | 200 m | Távolugrás | Távolugrás | Gerelyhajítás | Gerelyhajítás | 800 m   | 800 m | Végeredmény | Végeredmény |
| Versenyző       | Versenyszám | Idő       | Pont      | Eredmény   | Pont       | Eredmény  | Pont      | Idő   | Pont  | Eredmény   | Pont       | Eredmény      | Pont          | Idő     | Pont  | Pont        | Helyezés    |
| --------------- | ----------- | --------- | --------- | ---------- | ---------- | --------- | --------- | ----- | ----- | ---------- | ---------- | ------------- | ------------- | ------- | ----- | ----------- | ----------- |
| Iammogapi Launa | Hétpróba    | 15,43     | 702       | 153 cm     | 759        | 11,85 m   | 710       | 26,26 | 741   | 504 cm     | 686        | 46,50 m       | 864           | 2:28,85 | 684   | 5146        | 19.         |

## Sportlövészet
Férfi
| Versenyző   | Versenyszám       | Pont | Helyezés |
| ----------- | ----------------- | ---- | -------- |
| Joseph Chan | Sportpuska, fekvő | 573  | 64.      |

Nyílt
| Versenyző     | Versenyszám | Pont | Helyezés |
| ------------- | ----------- | ---- | -------- |
| Trevan Clough | Trap        | 145  | 66.      |